# Agathis (planta)
El género Agathis, comúnmente conocido como kauri, pino kaurí o damar, se compone de un grupo relativamente pequeño de veintiún especies de árboles de hoja perenne en la familia Araucariaceae. Se caracterizan por tener un tronco grande y pocas o ninguna rama en parte del tronco. Los árboles jóvenes tienen una forma cónica y solamente en la madurez adquieren una copa más redondeada y una apariencia irregular.

## Descripción
La corteza es generalmente ligera y de color gris-marrón o gris liso, con escamas irregulares que adquieren densidad en los árboles más maduros. Aunque la estructura de la rama suele ser horizontal, éstas pueden adquirir sentido ascendente con la madurez. Las ramas de la parte más baja presentan cicatrices circulares, éstas marcas se forman cuando caen las ramas muertas de las partes más altas.
Las hojas de los árboles jóvenes son más grandes que en la edad adulta en todas las especies, y más o menos agudo, variando según la especie de ovadas a lanceoladas. Las hojas del adulto están enfrente, elíptico lineares, muy coriáceas y dispuestas densamente. Las hojas jóvenes son a menudo cobrizo-rojizas, con un marcado contraste con el follaje generalmente verde o verde-blanquecino de la estación anterior.
Los conos machos de polen aparecen generalmente solo en los árboles más grandes, después de que las semillas de los conos hayan aparecido. Los conos hembras se desarrollan generalmente en las ramitas laterales más cortas, madurándose en dos años, con formas normalmente ovales o globulares.

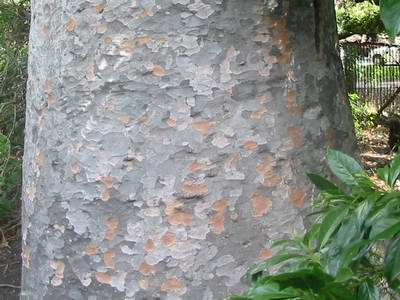
Corteza de Agathis robusta en el Real Jardín Botánico de Melbourne (las hojas pertenecen a otra planta).

Los árboles son la fuente de la Goma Damar.

## Taxonomía
El género fue descrito por  Richard Anthony Salisbury y publicado en Transactions of the Linnean Society of London 8: 311. 1807.

## Especies del géneroAgathis

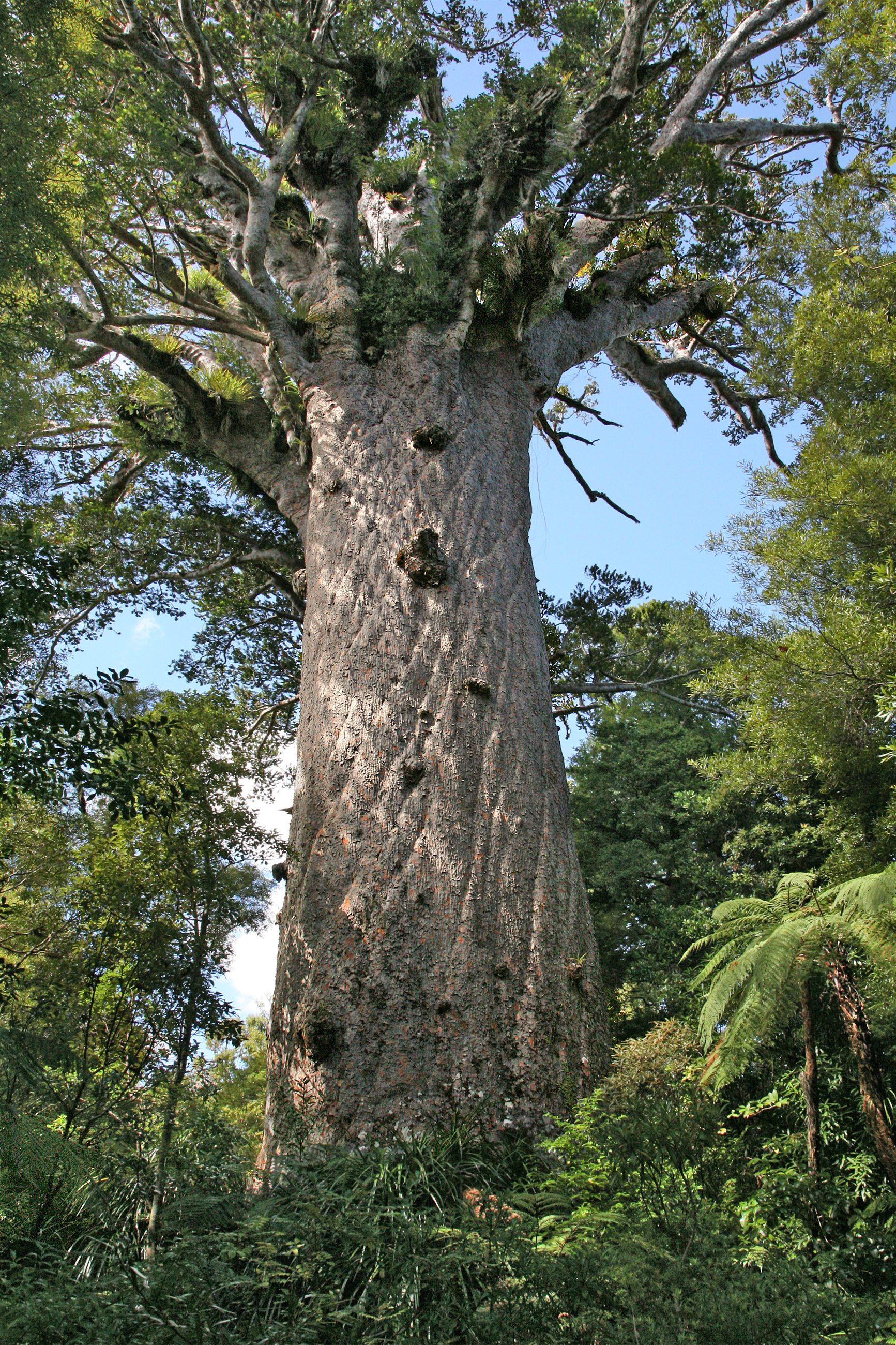
Tāne Mahuta, el árbol más grande de Nueva Zelanda, perteneciente a la especie Agathis australis.

- Agathis atropurpurea - Queensland, Australia
- Agathis australis - Isla Norte, Nueva Zelanda
- Agathis borneensis - Malasia occidental, Borneo
- Agathis corbasonii - Nueva Caledonia
- Agathis dammara (sin. A. celebica) - Bindang (Malasia oriental)
- Agathis endertii - Borneo
- Agathis flavescens - Borneo
- Agathis kinabaluensis - Borneo
- Agathis labilliardieri - Nueva Guinea
- Agathis lanceolata - Nueva Caledonia
- Agathis lenticula - Borneo
- Agathis macrophylla (sin. A. vitiensis) - Fiyi, Vanuatu, Islas Salomón
- Agathis microstachya - Queensland, Australia
- Agathis montana - Nueva Caledonia
- Agathis moorei - Nueva Caledonia
- Agathis orbicula - Borneo
- Agathis ovata - Nueva Caledonia
- Agathis philippinensis - Filipinas, Célebes
- Agathis robusta - Queensland, Australia; Nueva Guinea
- Agathis silbae - Vanuatu
- Agathis spathulata - Papúa Nueva Guinea

## Usos
Varias especies de kauri dan diversas resinas tales como la kauri copa y Manilla copal, además de madera, que es de textura recta y granulosa y de una calidad óptima. La madera se usa normalmente en la manufactura de guitarras. También se utiliza en los tableros del juego (goban).